# 鱗龍超目
鱗龍超目又称鱗龍總目，是群有重疊鱗片的爬行動物。牠們包括喙頭蜥、蜥蜴、蛇、蚓蜥。鱗龍超目是現今爬行動物中最成功的一群；但是在整個中生代，除了滄龍超科在晚白堊紀取得海洋的頂級生態位以外，所有鱗龍都是中下階層的掠食者和被捕食者。
鱗龍超目是蜥形綱下的一個超目，由以下各目構成：
- 有鱗目：有鱗蜥蜴(蜥蜴、蛇、蚓蜥)
- 喙頭蜥目

## 譯名
在某些中文網站中，仍然保持早期的傳統分類法，鱗龍超目（Lepidosauria）被分類成雙孔亞綱的一個下綱，名為鱗龍下綱；或是爬行綱的一個亞綱，名為鱗龍亞綱、有鱗亞綱。

## 外部連結
- 古爬行動物博物館-鱗龍次亞綱
- https://web.archive.org/web/20040417191214/http://animaldiversity.ummz.umich.edu/site/accounts/pictures/Lepidosauria.html
- Reptile taxonomy, Benton 2004
- Lepidosaur phylogeny